# Ensina-Me a Viver
Harold and Maude (bra/prt: Ensina-Me a Viver) é um filme estadunidense de drama e romance de 1971 dirigido por Hal Ashby, com roteiro de Colin Higgins e distribuído pela Paramount Pictures. Estrelando Ruth Gordon e Bud Cort, o filme tem em seu enredo elementos de drama existencialista misturado com humor negro. A trama se desenvolve em torno dos dilemas do jovem Harold (Bud Cort), que simula diversas vezes a sua própria morte. Harold, que vivia com a mãe separada (Vivian Pickles), a qual tenta encaminhá-lo um casamento, sai de casa e começa um relacionamento com um mulher de 79 anos, Maude (Ruth Gordon).
O filme é baseado em um roteiro escrito por Collin Higgins e publicado como um romance em 1971. As filmagens foram feitas na área da baía de São Francisco. Harold and Maude também foi um espetáculo da Broadway, que foi encerrado após quatro apresentações. Uma adaptação para televisão francesa, traduzida e escrita por Jean-Claude Carrière, foi lançada em 1978. O filme também foi adaptado para teatro e apresentado no Quebec, estrelando Roy Dupuis. No Brasil, a obra foi levada aos palcos no início da década de 80 com Henriette Morineau no papel de Maude, sendo substituída posteriormente por Maria Clara Machado. Nathalia Timberg teve destacada atuação como a sra. Chasen, enquanto Harold foi muito bem representado por Diogo Vilela.
Harold and Maude foi um fracasso comercial e de crítica durante o seu lançamento original, mas desde aquela época, as opiniões acerca do filme mudaram drasticamente. O filme está presente na 45ª posição da lista 100 Years...100 Laughs, do American Film Institute e foi escolhido em 1997 para preservação no National Film Registry por ter sido considerado "culturalmente, historicamente e esteticamente relevante". Além disso, o filme ganhou a situação de cult. A companhia de vídeo-distribuição The Criterion Collection lançou, em junho de 2012, uma versão do filme em DVD e Blu-ray.

## Enredo
Harold Chasen (Bud Cort) é um jovem obcecado pela morte. Ele regularmente executa falsos suicídios e visita funerais. Harold dirige um carro fúnebre, para o desgosto de sua mãe, a socialite Sra. Chasen (Vivian Pickles).
Em um funeral de um total desconhecido, Harold conhece Maude (Ruth Gordon), uma mulher de 79 anos que compartilha com Harold o costume de visitar essas cerimônias. Ele fica encantado com a visão peculiar da vida dela, que vê beleza em todas as coisas e é excessivamente despreocupada, em contraste com sua própria morbidade. Ambos formam um vínculo imediato, e Maude mostra a Harold os prazeres da arte e da música e o ensina como "aproveitar ao máximo seu tempo na Terra". Enquanto isso, a mãe de Harold determina, contra a vontade do filho, que ele deve encontrar uma mulher para ter um relacionamento estável. Uma a uma, Harold assusta e aterroriza suas pretendentes, praticando atos de autoimolação, automutilação e seppuku.
Depois de passar algum tempo com Maude, Harold anuncia à sua mãe que iria se casar com a mulher, resultando em manifestações de desgosto de sua família, seu psiquiatra e sacerdote. Maude completa 80 anos e Harrold a prepara uma festa surpresa. Enquanto dançam, Maude diz a Harold que "não poderia imaginar uma despedida mais encantadora". Ele imediatamente pergunta a ela o que quis dizer e Maude revela que propositalmente causou uma overdose de pílulas para dormir e que irá morrer em breve. Ela reafirma que acredita que 80 é a idade apropriada para morrer.
Harold leva às pressas Maude a um hospital, onde ela, sem sucesso, recebe tratamento e morre. No momento final, o carro de Harold aparece caindo em um penhasco à beira-mar, mas depois da queda, a última cena mostra Harold calmamente em pé no topo do penhasco, segurando seu banjo. Depois de olhar para baixo, Harold pega seu banjo e começa a cantar a canção "If You Want to Sing Out, Sing Out", de Cat Stevens.

## Elenco
- Ruth Gordon...Dame Marjorie “Maude” Chardin, uma mulher de 79 anos de espírito livre. Ela cresceu na Europa e ali se casou. Pelos números marcados em seu braço, sabe-se que ela esteve em um campo de concentração nazista.
- Bud Cort...Harold Chasen, um garoto de 20 anos, rico e obcecado com a morte. Ele dirige um carro funerário e vai a cerimônias fúnebres de estranhos. Quando encontra Maude, ele se apaixona pela primeira vez.
- Vivian Pickles...Senhora Chasen, a mãe milionária de Harold, é controladora, esnobe e incapaz de demonstrar afeição. Ela substitui o carro funerário de Harold por um Jaguar, mas ele imediatamente corta e pinta o carro, transformando-o em um novo veículo fúnebre. Ela contrata várias mulheres para namorarem com Harold.
- Cyril Cusack...Glaucus, um escultor que faz uma estátua de gelo de Maude.
- Charles Tyner...General Victor Ball, tio de Harold que perdeu um braço na guerra. Ele tenta convencer o jovem a se alistar no Exército.
- Eric Christmas...padre que tem seu carro roubado por Maude. Ele também é visto aconselhando de forma cômica (embora não tenha essa intenção) Harold a não se casar com Maude.
- G. Wood...o psiquiatra freudiano que entende que as pessoas desejem se casar com a "mãe" mas estranha a compulsão de Harold de casar com o que seria a sua "avó" (Maude).
- Judy Engles...Candy Gulf, primeiro encontro de Harold.
- Shari Summers...Edith Phern, o segundo encontro de Harold.
- Ellen Geer...Sunshine Doré, uma atriz, o terceiro encontro de Harold.
- Tom Skerritt (creditado como "M. Borman")...guarda rodoviário

## Sinopse
Harold Chasen é um jovem obcecado com a morte. Ele constantemente prepara falsos suicídios, assiste enterros de estranhos e dirige um carro funerário.
Nas cerimônias que assiste, ele acaba chamando a atenção de Maude, uma mulher de 79 anos de idade e que possui o mesmo gosto por enterros que Harold. Maude se torna uma companhia constante do rapaz que se apaixona por ela e pelo seu modo de vida entusiasmado e despreocupado. Enquanto isso, a mãe de Harold tenta arrumar namoradas para ele e seu tio quer que se aliste no exército. Mas Harold pensa apenas em se casar com Maude.

### As "mortes" de Harold
Harold conta a Maude como ele já "morrera algumas vezes". Ele descreve um acidente que sofrera na escola, quando misturava elementos químicos no laboratório. Houve uma explosão, incêndio e desabamento mas Harold conseguiu escapar com vida e voltar para casa. Enquanto estava em seu quarto, viu quando dois policiais contaram a sua mãe sobre o incêndio e que ele havia morrido. A mulher desmaia e cai nos braços dos policiais. Nessa parte, Harold chora e entre lágrimas diz que "decidiu que estava melhor morto" ("I decided then I enjoyed being dead)".
Durante o filme, Harold aparece morto cerca de oito vezes (embora ele tenha contado ao psiquiatra que simulara sua morte por volta de 15 vezes):
1. Enforcado na cena de abertura: Harold se pendura numa corda enquanto sua mãe fala ao telefone. Ela o repreende e continua a conversação.
2. Degolado: Sua mãe o encontra com a garganta cortada no banheiro, com sangue espalhado por toda a parede e espelhos. Ela se irrita e o manda para o psiquiatra.
3. Afogado na piscina: Harold flutua com o rosto virado para a água, vestido, e não se move enquanto sua mãe passa nadando por ele. A câmera o mostra por baixo e não se notam aparelhos para respiração.
4. Tiro na cabeça: Enquanto sua mãe preenche um questionário para um serviço de encontros (respondendo de acordo com suas próprias preferências e não as do rapaz), Harold aponta um revólver para ela. Como a mãe não o nota, ele vira a arma contra a própria cabeça e atira. Sua mãe apenas diz "Harold!Por favor!" e continua com o questionário.
5. Fogo: Durante o primeiro encontro, Harold coloca fogo em si mesmo enquanto a garota o vê aterrorizada pela janela.
6. Mão cortada: A segunda garota fica assustada quando Harold pega uma machadinha e corta o que seria sua própria mão, obviamente falsa. Sua mãe tenta mandá-lo para o Exército.
7. Seppuku: Quando conhece a terceira garota, Harold pega um punhal cerimonial e simula um suicídio ritual samurai. A garota, que era atriz, percebe a encenação e recita uma linha de Romeu e Julieta, interpretando um suicídio com o punhal e sujando Harold com o sangue da mão dela, que cortara para testar a mola da falsa arma. Enquanto ela está caída e Harold olha para ela sujo de sangue, sua mãe entra na sala e declara indignada "Harold! Essa foi a última garota!".
8. Carro: Abalado com a morte de Maude, Harold dirige seu carro até um precipício em alta velocidade. O carro se destroça com a queda, mas Harold não estava mais nele.

## Música
A trilha sonora é de Cat Stevens, que canta duas canções especialmente compostas para o filme: “Don’t Be Shy” e “If You Want to Sing Out, Sing Out”. Foram lançadas em disco apenas em 1984 na compilação Footsteps in the Dark. O primeiro álbum oficial do filme foi lançado em dezembro de 2007, pela Vinyl Films Records, edição limitada de 2.500 cópias.
Musicas adicionais no filme são Greensleeves e Concerto para Piano nº. 1 de Tchaikovsky. Uma marcha de John Philip Sousa também é ouvida durante um funeral.
Faixas do primeiro álbum oficial (vinil)
- Lado Um

1. "Don't Be Shy"
2. "On the Road to Find Out"
3. "I Wish, I Wish"
4. "Miles from Nowhere"
5. "Tea for the Tillerman"
6. "I Think I See the Light"

- Lado Dois

1. "Where Do the Children Play?"
2. "If You Want to Sing Out, Sing Out"
3. "If You Want to Sing Out, Sing Out (versão para banjo)"
4. "Trouble"
5. "Don't Be Shy (versão alternativa)" -
6. "If You Want to Sing Out, Sing Out (versão instrumental)" -

- Bônus 7" single

1. "Don't Be Shy (versão demo)"
2. "If You Want to Sing Out, Sing Out (versão alternativa)"

## Prêmios e indicações

### Prêmios
Festival Internacional de Cinema de Valladolid
- Melhor Filme: 1974